# Clayton Richard
Clayton Colby Richard (Lafayette, 12 settembre 1983) è un giocatore di baseball statunitense, lanciatore di rilievo per i Chicago White Sox della Major League Baseball.

## Carriera

### Gli inizi e Minor League
Durante la permanenza alla McCutcheon High School di Lafayette, sua città natale, Richard fu premiato come Mr. Football e Mr. Baseball.
Successivamente alla University of Michigan di Ann Arbor, continuò a giocare sia a football americano che a baseball, con il team Wolverines in entrambi gli sport.
Dopo la sua esperienza universitaria optò per il baseball professionistico, dopo essere stato selezionato all'ottavo turno del draft MLB 2005 dai Chicago White Sox.
Iniziò la propria carriera nella Minor League Baseball nel 2005 con i Great Falls White Sox della classe Rookie per poi passare, a metà stagione, ai Kannapolis Intimidators della classe A. Nel 2006 giocò con gli Intimidators per gran parte della stagione per passare successivamente ai Winston-Salem Warthogs della classe A-avanzata, squadra quest'ultima con cui disputò l'intera stagione 2007. Iniziò la stagione 2008 con i Birmingham Barons della Doppia-A e venne promosso più avanti nella Tripla-A con i Charlotte Knights.

### Major League
Debuttò nella MLB il 23 luglio 2008, al U.S. Cellular Field di Chicago contro i Texas Rangers. Schierato come partente lanciò per quattro inning, realizzando sette strikeout e concedendo sette valide, tra cui un fuoricampo nel primo inning, una base su ball e quattro punti. Concluse la stagione con 13 partite disputate nella MLB (8 da partente) e 20 nella minor league, di cui 13 nella Doppia-A e 7 nella Tripla-A.
Il 12 giugno 2009 in una partita contro i Brewers, Richard apparve per la prima volta come battitore, venendo eliminato per strikeout nel suo primo turno di battuta e colpendo la sua prima valida, un doppio, nel suo secondo turno, nella parte alta del quinto inning.
Il 31 luglio 2009, Richard venne scambiato insieme ad Aaron Poreda, Adam Russell e il giocatore di minor league Dexter Carter con i San Diego Padres, in cambio di Jake Peavy.
Il 1º ottobre 2012 contro i Brewers, Richard colpì il suo primo fuoricampo nel primo lancio effettuato verso di lui durante la partita.
Divenne free agent al termine della stagione 2013.
Il 1º agosto 2014, Richard firmò un contratto di minor league con gli Arizona Diamondbacks e fine stagione tornò free agent. Concluse la stagione 2014 senza alcuna presenza in MLB.
Il 3 dicembre 2014, Richard firmò un contratto di minor league con un invito allo spring training incluso con i Pittsburgh Pirates.
Il 3 luglio 2015, i Pirates cedettero Richard ai Chicago Cubs in cambio di denaro, il giorno seguente tornò a giocare in MLB. Il 4 agosto 2015 venne svincolato e il giorno successivo rifirmò con i Cubs. Il 3 agosto 2016, venne svincolato dalla squadra.
Il 6 agosto 2016, Richard firmò con i San Diego Padres. Divenne free agent al termine della stagione e il 20 dicembre, firmò nuovamente con i Padres.
Il 27 agosto 2017, Richard colpì il suo secondo fuoricampo di carriera, un home run da due punti, contro i Marlins.
Il 9 aprile 2018 contro i Rockies, Richard colpì il suo terzo fuoricampo di carriera, un home run da tre punti.
Il 30 dicembre 2018, i Padres scambiarono Richard, più una somma in denaro, con i Toronto Blue Jays in cambio dell'esterno destro di minor league Connor Panas.
Il 12 settembre 2019, il giorno del suo 36º compleanno, Richard venne svincolato dalla squadra. Conclusa la stagione, il 10 ottobre, venne convocato dalla nazionale statunitense per i WBSC Premier 12 2019.
Il 3 agosto 2020, Richard firmò un contratto di minor league con i Chicago White Sox.